# 康佑
康佑（こうゆう）は、ベトナム莫朝の閔宗莫敬止が使用した元号。1593年（後黎朝光興15年12月? - 同16年正月）。康祐にも作る。
大越史記全書は改元の時期を明記していないが、鄧洪波は1593年を元年と見なし、「2年」はなかったとしている。

## 西暦・干支・他元号との対照表
| 康佑 | 元年     |
| 西暦 | 1593年   |
| 干支 | 癸巳     |
| 黎朝 | 光興16年 |
| 明   | 万暦21年 |